# 제51회 대종상
제51회 대종상은 2014년 11월 21일에 열린 시상식이다.

## 수상 및 후보

### 최우수작품상
- 명량 - 김한민 수상
- 끝까지 간다 - 김성훈
- 변호인 - 양우석
- 소원 - 이준익
- 제보자 - 임순례

### 감독상
- 끝까지 간다 - 김성훈 수상
- 타짜-신의 손 - 강형철
- 명량 - 김한민
- 소원 - 이준익
- 제보자 - 임순례

### 시나리오상
- 변호인 - 양우석 수상
- 변호인 - 윤현호 수상
- 끝까지 간다 - 김성훈
- 좋은 친구들 - 이도윤
- 한공주 - 이수진
- 수상한 그녀 - 홍윤정
- 수상한 그녀 - 신동익
- 수상한 그녀 - 동희선

### 남우주연상
- 명량 - 최민식 수상
- 군도:민란의 시대 - 강동원
- 제보자 - 박해일
- 변호인 - 송강호
- 신의 한 수 - 정우성

### 여우주연상
- 해적: 바다로 간 산적 - 손예진 수상
- 수상한 그녀 - 심은경
- 소원 - 엄지원
- 집으로 가는 길 - 전도연
- 한공주 - 천우희

### 남우조연상
- 해적: 바다로 간 산적 - 유해진 수상
- 변호인 - 곽도원
- 신의 한 수 - 김인권
- 제보자 - 이경영
- 끝까지 간다 - 조진웅

### 여우조연상
- 변호인 - 김영애 수상
- 소원 - 라미란
- 군도:민란의 시대 - 윤지혜
- 인간중독 - 조여정
- 해무 - 한예리

### 신인남자배우상
- 해무 - 박유천 수상
- 족구왕 - 안재홍
- 화이 : 괴물을 삼킨 아이 - 여진구
- 변호인 - 임시완
- 신의 한 수 - 최진혁

### 신인여자배우상
- 인간중독 - 임지연 수상
- 도희야 - 김새론
- 우아한 거짓말 - 김향기
- 마담 뺑덕 - 이솜
- 타짜-신의 손 - 이하늬

### 신인감독상
- 변호인 - 양우석 수상
- 해무 - 심성보
- 좋은 친구들 - 이도윤
- 한공주 - 이수진
- 도희야 - 정주리

### 촬영상
- 끝까지 간다 - 김태성 수상
- 해적: 바다로 간 산적 - 김영호
- 명량 - 김태성
- 변호인 - 이태윤
- 해무 - 홍경표

### 편집상
- 신의 한 수 - 신민경 수상
- 변호인 - 김상범
- 변호인 - 김재범
- 제보자 - 김선민
- 끝까지 간다 - 김창주
- 좋은 친구들 - 최민영

### 조명상
- 끝까지 간다 - 김경석 수상
- 명량 - 김경석
- 해무 - 김창호
- 변호인 - 오승철
- 해적: 바다로 간 산적 - 황순욱

### 음악상
- 수상한 그녀 - 모그 수상
- 타짜-신의 손 - 김준석
- 명량 - 김태성
- 역린 - 모그
- 군도:민란의 시대 - 조영욱

### 의상상
- 군도:민란의 시대 - 조상경 수상
- 인간중독 - 곽정애
- 명량 - 권유진
- 명량 - 임승희
- 역린 - 정경희
- 해적: 바다로 간 산적 - 임승희
- 해적: 바다로 간 산적 - 권유진

### 미술상
- 역린 - 조화성 수상
- 해적: 바다로 간 산적 - 아토르 타마라스
- 변호인 - 류성희
- 군도:민란의 시대 - 박일현
- 명량 - 장춘섭

### 기술상
- 명량 - 윤대원 수상
- 역린 - 양길영
- 해적: 바다로 간 산적 - 이승엽
- 군도:민란의 시대 - 이전형
- 군도:민란의 시대 - 조용석
- 명량 - 강태균

### 기획상
- 명량 - 김한민 수상

### 인기상
- 변호인 - 임시완 수상
- 친구2 - 김우빈 수상
- 타짜-신의 손 - 이하늬 수상

### 공로상
- 정진우 수상